# Abd al-Razzaq Roustom Al-Dandashi
 (mai 2020).
Si vous disposez d'ouvrages ou d'articles de référence ou si vous connaissez des sites web de qualité traitant du thème abordé ici, merci de compléter l'article en donnant les références utiles à sa vérifiabilité et en les liant à la section « Notes et références ».
Abd al-Razzaq al-Dandashi ( en arabe : عبدالرزاق الرستم الدندشي 1899-1935) est un intellectuel nationaliste arabe syrien  et l'un des fondateurs de la Ligue d'action nationaliste .

## Biographie
Al-Dandashi est issu d'une riche et grande famille politique basée à Talkalakh, les Dandashi. Il a poursuivi ses études dans une université en Belgique est et diplômé en droit, séjour durant lequel il participera aux cercles militants arabes. Après son retour en Syrie, il  fondera un cabinet d'avocats.
En 1932, Dandashi avec d'autres intellectuels arabes organisent une réunion qui se tiendra dans le village du mont Liban de Qarnayel et à l'origine de la fondation de la Ligue d'action nationale (ANL). Ce groupe politique a pour objectif principal d'assurer la coordination de l'action arabe pour mettre fin à l'emprise colonialiste opérée par les pays européens vis-à-vis du monde arabe. Dandashi devient le secrétaire général de cette ligue. Cette place influente lui permette d'étendre son réseau qui est composé d'intellectuels, d'avocats et d'étudiants activistes, et d'assoir son pouvoir. Avec Al-Dandashi à sa tête, l'ANL est devenue contrepoids qui sera plus en confrontation que le diplomatique Bloc national adepte de la négociation. Selon l'historien syrien Sami Moubayed, Al-Dandashi est "un orateur passionné et un nationaliste arabe radical".
Al-Dandashi décède en 1935 dans un accident : au cours d'un voyage en train, il penche la tête à l’extérieur et celle ci heurtera la paroi du tunnel.
Avec la mort d'Al-Dandashi, puis la défection qui s'ensuivra de Zaki al-Arsuzi au parti Baas et l'expulsion de Sabri al-Asali, l'influence de l'ANL dans la politique syrienne s'en trouve considérablement réduite.

## Franc-maçonnerie
Il a été initié en 1927 à la loge « Syrie » à l'Orient de Damas sous juridiction du Grand Orient de France,,.